# ذات الشعر الظاهر
ذات الشعر الظاهر (الاسم العلمي: Phanerochaetaceae)، فصيلة فطور من رتبة متعددات الأبواغ. اعتبارًا من أبريل 2018، قبِل فهرس فونغوروم ثلاثين جنسًا و367 نوعًا.